# Saint-Coutant (Deux-Sèvres)

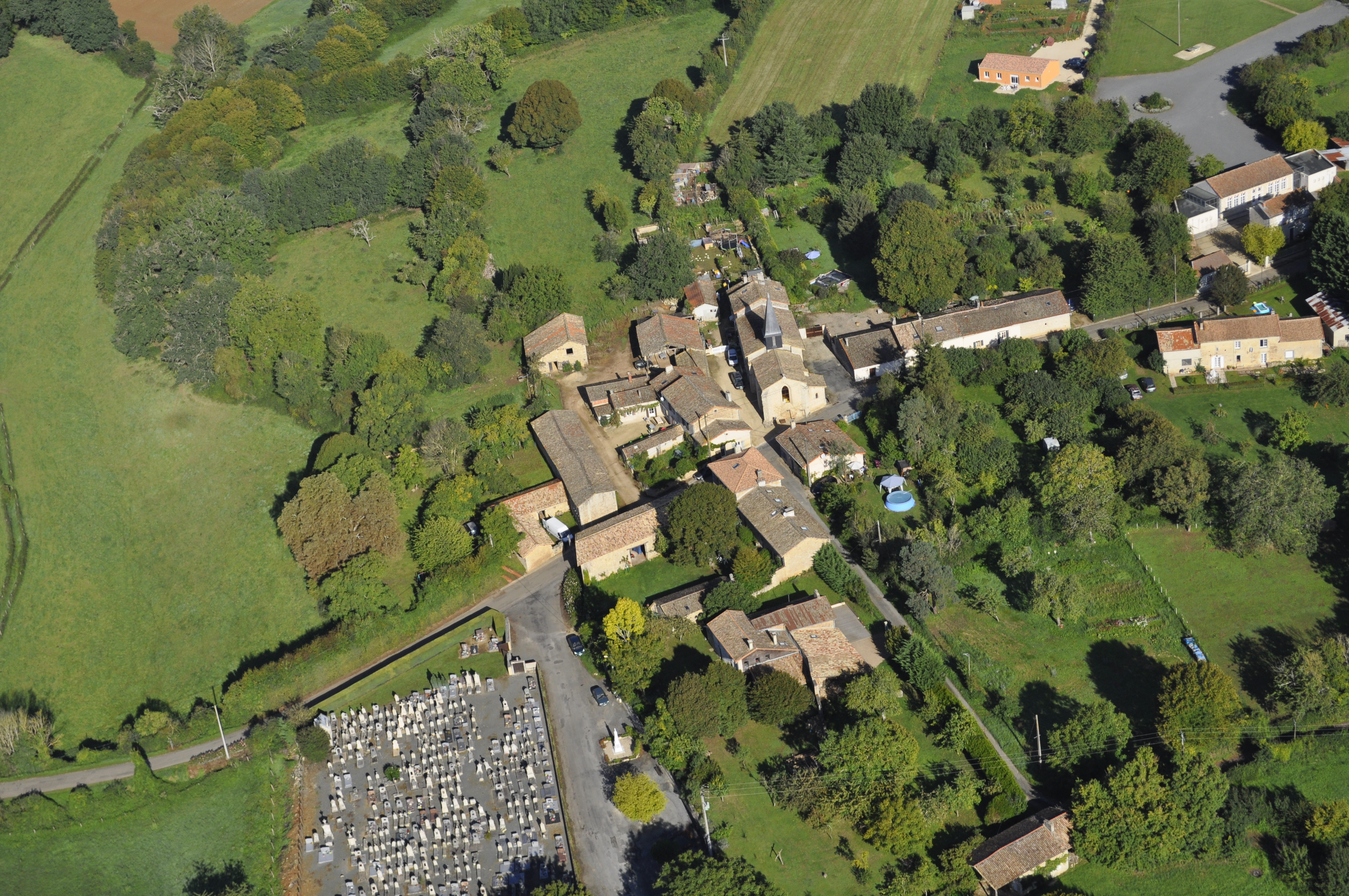
Saint-Coutant, centrum

Saint-Coutant is een gemeente in het Franse departement Deux-Sèvres (regio Nouvelle-Aquitaine) en telt 259 inwoners (1999). De plaats maakt deel uit van het arrondissement Niort.

## Geografie
De oppervlakte van Saint-Coutant bedraagt 11,8 km², de bevolkingsdichtheid is 21,9 inwoners per km².
De onderstaande kaart toont de ligging van Saint-Coutant (Deux-Sèvres) met de belangrijkste infrastructuur en aangrenzende gemeenten.

## Demografie
Onderstaande figuur toont het verloop van het inwonertal (bron: INSEE-tellingen).

1. ↑  Populations de référence 2022.